# Baohua, Jiangsu
Baohua (kinesiska: 宝华) är en köping i Kina. Den ligger i provinsen Jiangsu, i den östra delen av landet, omkring 24 kilometer öster om provinshuvudstaden Nanjing. Antalet invånare är 22 962. Befolkningen består av 11 126 kvinnor och 11 836 män. Barn under 15 år utgör 9,0 %, vuxna 15-64 år 79 %, och äldre över 65 år 11,0 %.
Runt Baohua är det mycket tätbefolkat, med 1 956 invånare per kvadratkilometer. Närmaste större samhälle är Zhenzhou, 19,5 km nordost om Baohua. Trakten runt Baohua består till största delen av jordbruksmark.
Genomsnittlig årsnederbörd är 1 277 millimeter. Den regnigaste månaden är juli, med i genomsnitt 262 mm nederbörd, och den torraste är december, med 31 mm nederbörd.